# Jack Bowers
Jack William Anslow Bowers (* 22. Februar 1908 in Scunthorpe; † 4. Juli 1970 in Lichfield) war ein englischer Fußballspieler und -trainer.

## Spielerkarriere

### Vereine
Bowers begann im Alter von 19 Jahren für die in seinem Geburtsort ansässige Scunthorpe United Fußball im Seniorenbereich zu spielen. Mit dem Abstieg seines Vereins in die Midland Football League, wechselte er mit Beginn der Saison 1928/29 zu Derby County. Für den Erstligisten, den er bis November 1936 angehören sollte, bestritt er 203 Punktspiele, in denen er 167 Tore erzielte. Sein Ligadebüt am 2. Februar 1929 (27. Spieltag) beim 2:1-Sieg im Heimspiel gegen Bolton Wanderers krönte er sogleich mit seinem ersten Tor, dem Treffer zum 2:0. Eine Woche später gelangen ihm drei Tore beim 5:1-Sieg im Auswärtsspiel gegen den FC Portsmouth. In der Saison 1930/31, in der er 33 Punktspiele bestritt, gelangen ihm bei seinen 37 Toren gleich drei Vierfach-Torerfolge. Vier Tore in einem Ligaspiel sollte er noch einmal am 7. April 1934 (38. Spieltag) beim 4:3-Sieg im Heimspiel gegen Tottenham Hotspur erzielen. Nachdem er am 14. November 1936 (15. Spieltag) bei der 0:2-Niederlage im Auswärtsspiel gegen Charlton Athletic sein letztes Spiel für Derby County bestritten hatte (er war nicht mehr erste Wahl), wechselte er in der laufenden Saison zum Zweitligisten Leicester City, der ihn für die seinerzeitige Rekordablöse in Höhe von 7.500 Pfund an sich band. Mit 33 Toren in 27 Punktspielen trug er zum ersten Platz, verbunden mit dem Aufstieg in die Football League First Division, bei. In dieser Spielklasse erzielte er in zwei Saisonen 19 Tore in 52 Punktspielen; danach beendete er seine Spielerkarriere.

### Nationalmannschaft
Bowers bestritt für die Nationalmannschaft drei in Freundschaft ausgetragene Länderspiele, in denen er zwei Tore erzielte.
Sein Debüt als Nationalspieler gab er am 14. Oktober 1933 im Belfaster Windsor Park gegen die Nationalmannschaft Nordirlands. Beim 3:0-Sieg erzielte er mit dem Treffer zum Endstand in der 60. Minute sein erstes Länderspieltor. Auch in seinem letzten Einsatz am 14. April 1934 im Londoner Wembley-Stadion, beim 3:0-Sieg über die Nationalmannschaft Schottlands, gelang ihm mit dem Treffer zum Endstand in der 88. Minute erneut ein Tor.

### Erfolge
- Zweiter der Meisterschaft 1930, 1936
- Meister Football League Second Division 1937 und Aufstieg in die Football League First Division
- Torschützenkönig
  - Football League First Division 1933 (35 Tore), 1934 (34 Tore), 1931 (37 Tore), zgl. Vereinsrekord
  - Football League Second Division 1937 (33 Tore)

## Trainerkarriere
Nach der Beendigung seiner Spielerkarriere trat er vier Jahre später als Co-Trainer in Erscheinung. Von 1943 bis 1945 trainierte er den Drittligisten Notts County. Anschließend übte er diese Funktion 20 Jahre lang bei Derby County an der Seite der Cheftrainer Stuart McMillan, Jack Barker, Harry Storer und Tim Ward aus. Gemeinsam mit Stuart McMillan führt er die Mannschaft am 27. April 1946 zum Pokalsieg über Charlton Athletic.